# Den blå stein

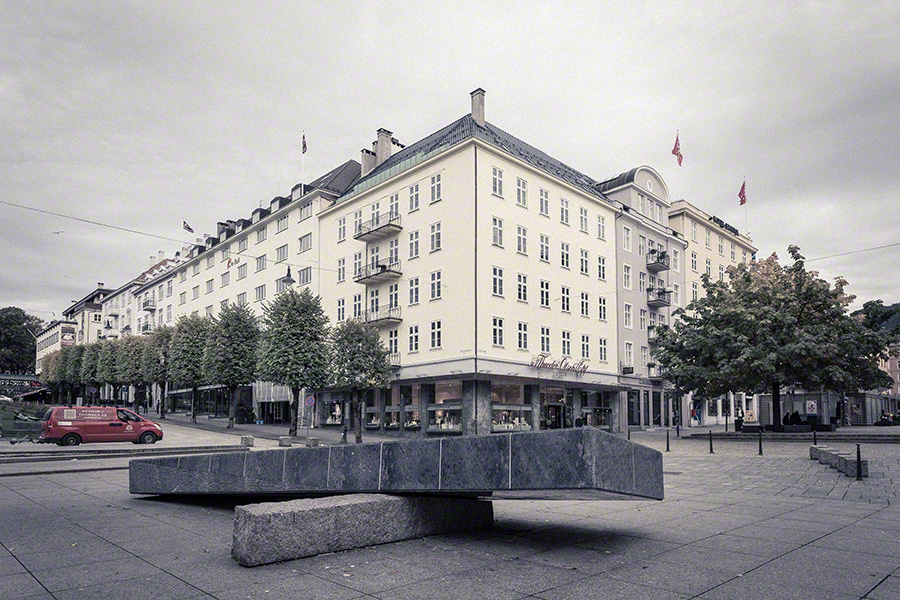
Der blaue Stein

Den blå stein (deutsch Der blaue Stein) ist eine Steinskulptur von Asbjørn Andresen in der norwegischen Stadt Bergen, die in der Mitte des heutigen Kong Olav Vs plass (früher der mittlere Teil von Ole Bulls plass) platziert ist, dem Gebiet zwischen Torgallmenningen und Torggaten.

## Design
Das im März 1993 errichtete Werk besteht aus einem neun Meter langen, rechteckigen Betonblock, der mit blauen Steinplatten aus brasilianischem Sodalith verkleidet ist. Er ruht auf einem quer liegenden Block, der für die charakteristische Neigung in nordöstliche Richtung sorgt. Der blaue Stein liegt zusammen mit einer kleineren, grauen quadratischen Steinskulptur auf einem größeren Fundament, die als Abdeckung für eine Öffnung am Ende des Fundaments dient.

## Öffentliche Wahrnehmung
Während der Arbeiten zur Dekoration des Gebiets zwischen Torggaten und Torgallmenningen gab es in den lokalen Medien Debatten darüber, ob dieser Stein als Dekoration betrachtet werden könne oder nicht. Einige dachten, der blaue Stein würde den Ort verschandeln. Es dauerte jedoch nicht lange, bis der Stein zu einem wichtigen Treffpunkt für Bergener jeden Alters wurde, obwohl es vielleicht die jugendliche Öffentlichkeit ist, die den Stein am aktivsten nutzt. „Der blaue Stein“ ist zu einem Begriff geworden, den jeder in Bergen kennt, und zu einem typischen Treffpunkt im Zentrum von Bergen. Im Jahr 2007 geriet der blaue Stein erneut in den Mittelpunkt, als ein Unternehmen den Stein im Rahmen einer Marketingaktion mit rosafarbenem Plastik überzog. Der Stein wird auch zum Auflegen von Blumen bei Gedenkfeiern verwendet, besonders sichtbar in den Tagen nach den Anschlägen in Norwegen 2011, als der Stein und die ganze Umgebung mit Blumen bedeckt waren.